# Rörmokaren
Rörmokaren (eng: The Plumber) är en australisk dramafilm från 1979 regisserad  av Peter Weir. 

## Handling
Ett ungt akademiskt par flyttar in i en lägenhet vid ett universitetscampus i Australien. Det dröjer dock inte länge förrän en rörmokare dyker upp och insisterar på att ett antal underliga reparationer och renoveringar behöver göras i parets badrum.

## Rollista i urval
- Judy Morris – Jill Cowper
- Ivar Kants – Max
- Robert Coleby – Brian Cowper